# Another Man's Poison
Another Man's Poison (bra: Mulher Maldita) é um filme britânico de 1951, do gênero drama criminal, dirigido por Irving Rapper, e estrelado por Bette Davis, Gary Merrill e Emlyn Williams. O roteiro de Val Guest foi baseado no romance "Thérèse Raquin" (1867), de Émile Zola, e na peça teatral "Deadlock" (1948), de Leslie Sands.

## Sinopse
Janet Frobisher (Bette Davis), uma escritora de livros de mistério, mora numa casa isolada no Norte da Inglaterra. Ao se apaixonar por Larry (Anthony Steel), ela decide assassinar seu marido George Bates (Gary Merrill) envenenado com um remédio para cavalo, disponibilizado por seu vizinho, Dr. Henderson (Emlyn Williams). Achando estar livre para viver seu romance com Larry, ela retorna à casa com a finalidade de afundar o corpo de George num lago próximo, mas uma visita inesperada aparece.

## Elenco
- Bette Davis como Janet Frobisher
- Gary Merrill como George Bates
- Emlyn Williams como Dr. Henderson
- Anthony Steel como Larry Stevens
- Barbara Murray como Chris Dale
- Reginald Beckwith como Sr. Bigley
- Edna Morris como Sra. Bunting

## Produção
O filme foi vagamente baseado no romance "Thérèse Raquin" (1867), de Émile Zola, mas teve quase todos seus elementos baseados na peça teatral "Deadlock" (1948), de Leslie Sands. A produção foi exibida em cinemas de cidades pequenas antes de ser distribuído para os grandes cinemas.
Val Guest, que escreveu o roteiro, disse que Barbara Stanwyck foi escalada para o papel principal e iria interpretá-lo; no entanto, ela então descobriu a infidelidade de seu marido Robert Taylor durante a produção de "Quo Vadis", e escolheu não ir adiante com o filme.
Em novembro de 1950, o produtor Daniel Angel anunciou que Gloria Swanson iria interpretar o papel principal. No entanto, Swanson mais tarde se retirou do projeto; ela disse que desistiu depois de receber uma oferta para participar da peça teatral "Twentieth Century", na Broadway.
Em Março de 1951, Bette Davis e Gary Merrill foram escalados nos papéis principais; Merrill substituiu Leo Genn, que anteriormente havia sido escalado. Merrill escreveu em seu livro de memórias que nem ele nem Davis particularmente gostaram do roteiro, mas se sentiram atraídos pela oportunidade de trabalharem juntos na Inglaterra, e por um salário alto; Davis também estava satisfeita com a escalação de Emlyn Williams, que havia escrito a peça teatral original no qual o filme de Davis, "The Corn Is Green" (1945), foi baseado.
A produção marcou a segunda vez que Davis e Merrill apareceram juntos nas telas, logo após "All About Eve" no ano anterior. Eles também fizeram "Phone Call from a Stranger" no ano seguinte. Rapper, que foi escolhido por Davis para dirigir o filme, já havia dirigido algumas das produções que ela estrelou, como: "A Estranha Passageira" (1942), "The Corn Is Green" (1945), e "Deception" (1946).
As filmagens foram de abril a junho de 1951. As cenas externas foram gravadas em Malham, West Riding of Yorkshire, e as cenas internas nos Estúdios Nettlefold, em Walton-on-Thames, Surrey. Davis teria ficado insegura e infeliz durante muitas das filmagens, além de ter chamado Steel de "um belo adereço".
Sobre o projeto, a estrela Bette Davis relembrou: "Não tivemos nada além de problemas com o roteiro. Gary [Merrill] e eu sempre nos perguntamos por que concordamos em fazer este filme depois que começamos a trabalhar nele. Emlyn [Williams] reescreveu muitas cenas para nós, o que deu alguma plausibilidade, mas nunca curamos os males básicos da história".
De acordo com Merrill, "a premissa básica" do filme "era muito ruim para começar. Mas Bette acreditava que, com a ajuda de Emlyn, o roteiro poderia ser melhorado. Então, os dois iam trabalhar e alteravam isso e aquilo. Quando isso acontecia, eu geralmente encontrava um lugar para me deitar, e sendo meu eu preguiçoso, eu esperava a ação começar. O fato de eu não estar fazendo nada incomodava muito Bette".

## Recepção
O jornal The New York Times descreveu o filme como "uma excursão tagarela, mas ocasionalmente interessante, sobre assassinato e amor não correspondido ... o roteiro ... é basicamente sobre um caso extraconjugal estático que raramente escapa de seus cenários ou da verbosidade do cenarista. O suspense é gerado apenas intermitentemente e depois rapidamente dissipado ... Gary Merrill contribui com uma interpretação completamente experiente e convincente ... Emlyn Williams agrega com uma caracterização polida profissionalmente ... e Anthony Steel e Barbara Murray estão adequados ... No entanto, Another Man's Poison é estritamente sobre Bette Davis. Ela tem permissão para uma ampla latitude de histrionismo ao delinear sua planejadora neurótica, que é uma assassina tão dura quanto qualquer outra que vimos em um passado recente".
Em sua crítica ao New Statesman and Nation, Frank Hauser escreveu: "Ninguém nunca acusou Bette Davis de não conseguir chegar a um bom roteiro; o que esse filme mostra é até onde ela pode ir para encontrar um ruim".